# Pedaria genieri
Pedaria genieri là một loài bọ cánh cứng trong họ Bọ hung (Scarabaeidae).